# Kościół Wniebowzięcia Najświętszej Maryi Panny i św. Stanisława w Narwi
Kościół Wniebowzięcia Najświętszej Maryi Panny i świętego Stanisława w Narwi – rzymskokatolicki kościół parafialny znajdujący się w dawnym mieście, obecnie wsi Narew, w województwie podlaskim. Należy do miejscowej parafii znajdującej się w dekanacie Hajnówka diecezji drohiczyńskiej.

## Historia

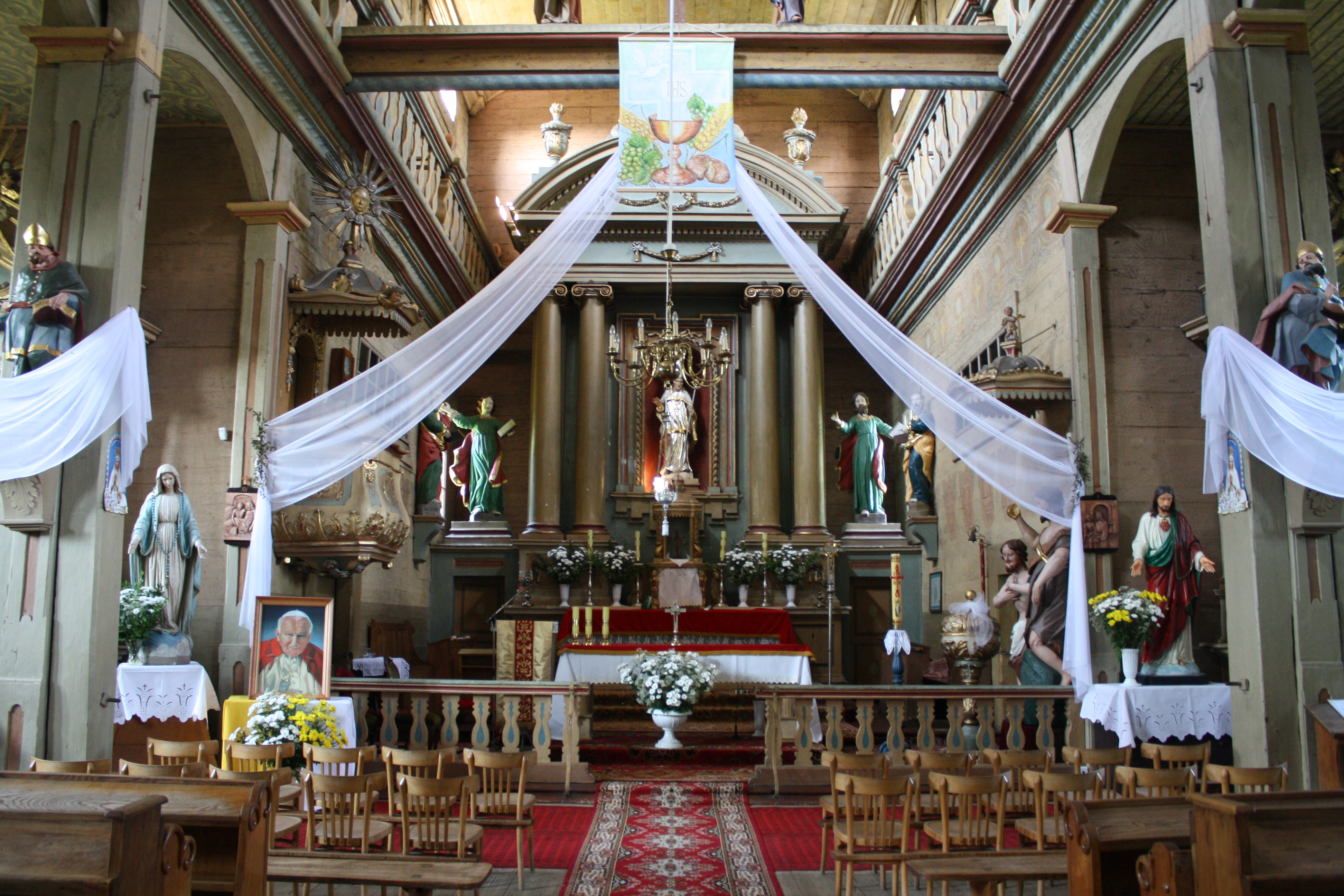
Wnętrze świątyni

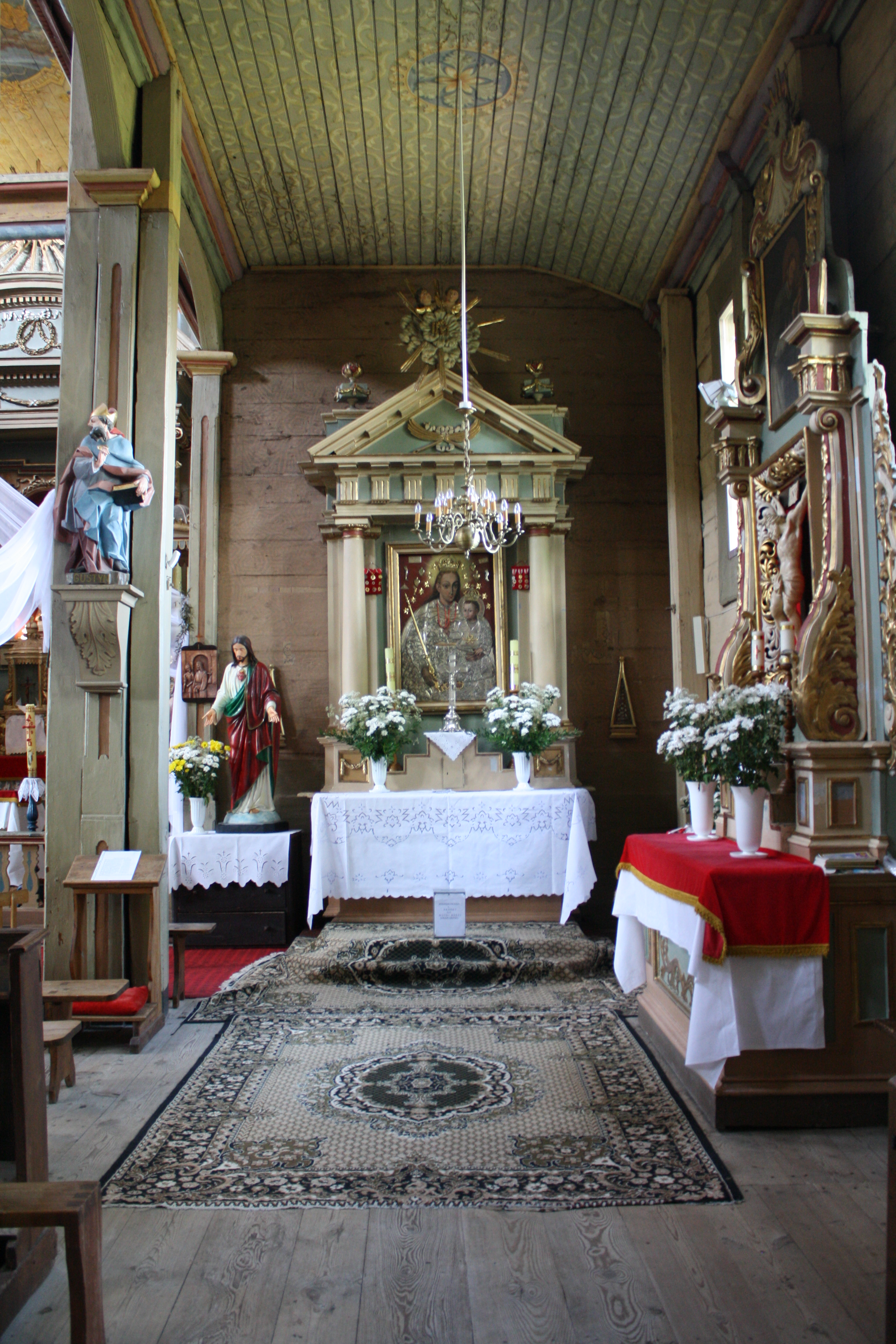
Ołtarz boczny z obrazem Matki Bożej z Dzieciątkiem

Obecna świątynia drewniana została wzniesiona w latach 1738-1748 zapewne pod kierunkiem proboszcza narewskiego, księdza Ludwika Ignacego de Riaucoura. W latach 1851, 1857, 1860 budowla była remontowana staraniem księdza Felicjana Szakiena, administratora a później proboszcza w Narwi. Podczas wojny polsko-bolszewickiej w 1920 roku świątynia została uszkodzona przez pociski. Historia powtórzyła się podczas II wojny światowej w 1944 roku, gdy budowlę uszkodził ostrzał artyleryjski. Pierwsze, niezbędne prace remontowe zostały wykonane dzięki staraniom księdza Stanisława Łukaszewicza, ówczesnego proboszcza narewskiego. W 2011 roku, dzięki staraniom proboszcza księdza prałata Zbigniewa Niemyjskiego – cały dach świątyni otrzymał pokrycie w postaci blachy miedzianej.

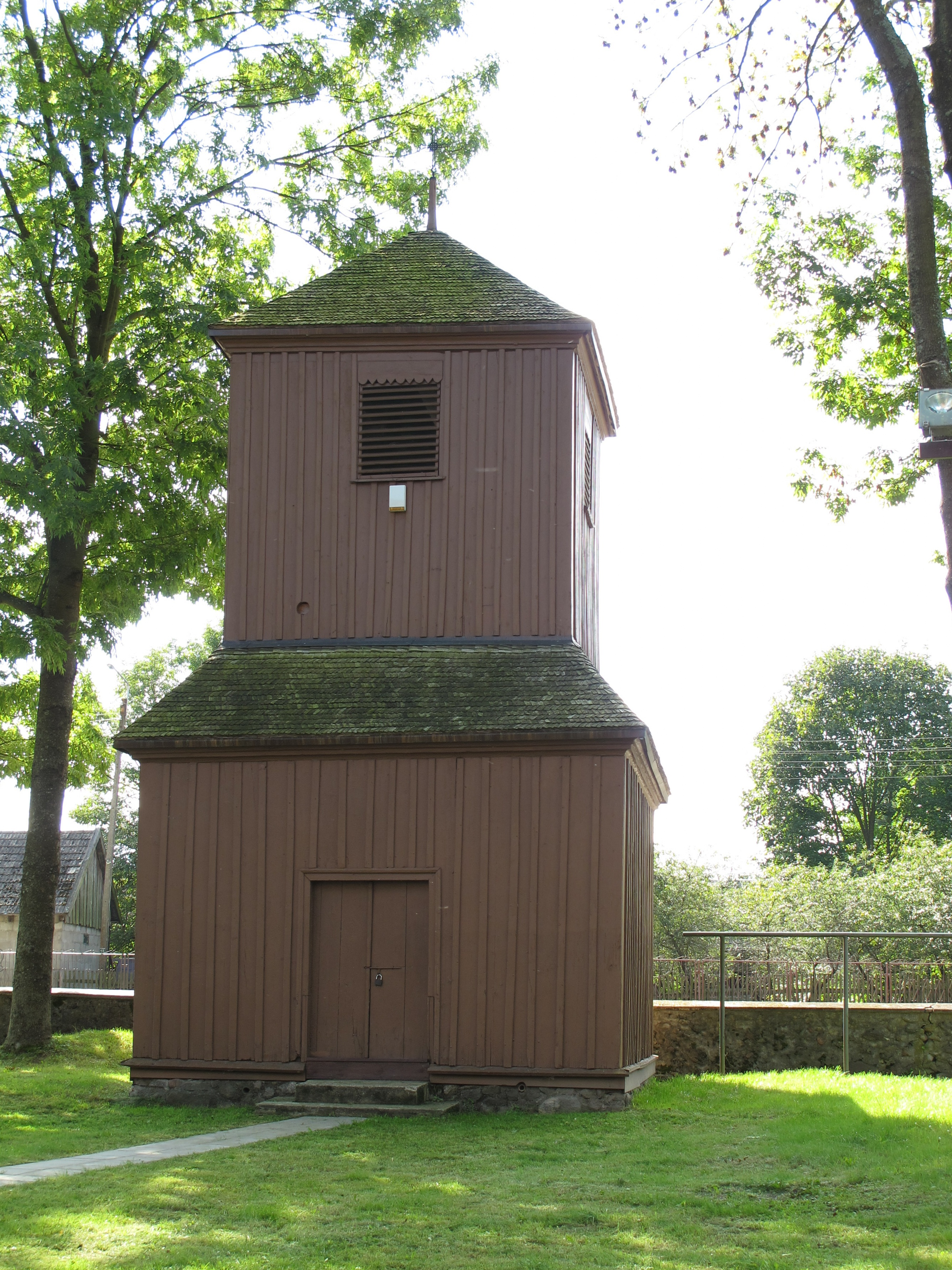
Dzwonnica

## Wyposażenie
Do zachowanych zabytków ruchomych kościoła należą m.in. dwa obrazy namalowane na desce przedstawiające sceny Ukrzyżowania pochodzące zapewne z II połowy XVI wieku oraz obraz Matki Boskiej Hodigitri pochodzący z XVII stulecia. Zapewne z XVI stulecia pochodzi piaskowcowa nagrobna tablica, na której jest ukazany rycerz lub myśliwy podparty o włócznię, przy którego nodze siedzi pies. Jest ona umieszczona przy zewnętrznym murze prezbiterium. Od 1905 roku w ołtarzu znajduje się figura św. Stanisława Biskupa i Męczennika.